# خرنابات
خرنابات وهي تقع قرب مدينة بعقوبة في محافظة ديالى وسط العراق.
تقع قرية خرنابات في محافظة ديالى وهي من القرى التابعة إلى قضاء بعقوبة / ناحية العبارة وهي تعتبر من القرى ذات الطابع العشائري العربي 

## اصل التسمية
لقد اختلف في اصل تسميتها والغالب ان اسمها كردي فيلي حيث يعني خورما-ابات (بمعنى القرية العامرة بأشجار التمر) ثم صحف الاسم من كثرة الاستعمال إلى خرنابات هي تشتهر بكثرة بساتينها واشجارها المثمرة وقد تعني أيضا القرية المدورة (خر-ن-ابات) حيث هي محاطة بنهرين نهر ديالى ونهر خريسان
كما يتم تداول الاسم الذي يحبه سكان هذه المنطقة وهو ان اصل التسمية هي (خير-النبات)وانها عربية التسمية

## ملاحظة
هنالك أيضا منطقة في أبو غريب تسمى خرنابات أيضا.